# Керцнер, Сол
Соломо́н (Сол) Ке́рцнер (англ. Solomon “Sol” Kerzner — Сол Керзнер; 23 августа 1935, Тройвил, Йоханнесбург — 21 марта 2020) — южноафриканский бизнесмен, финансист, магнат. Основатель международного холдинга Kerzner International, который управляет более чем 35 гостиницами и курортами люкс-класса в различных странах — Atlantis The Palm (ОАЭ), Atlantis Ocean Club (Багамские Острова), Mazagan (Марокко), сеть курортов One & Only.

## Биография
Родился в 1935 году в семье еврейских иммигрантов Морриса Керцнера и Брандл Керцнер (1896—1970); хотя согласно большинству источников его родители эмигрировали в Дурбан из Литвы, сам Керцнер указал, что его семья происходит из Опалина. Также в некоторых источниках указывается, что его родители были из Одессы, это противоречит собственным словам Сола о происхождении семьи.
Соломон был четвёртым ребёнком в семье, причём первым мальчиком.
Окончив Университет Витватерсранда, работал бухгалтером, а затем, в 1962 году, занялся гостиничным бизнесом. В 1964 году открыл первый в Южной Африке пятизвёздочный отель «Беверли-Хиллз».
В 1981 году завершил строительство курорта «Сан-Сити», который располагался на территории бантустана Бопутатсвана и где был разрешён игорный бизнес. В «Сан-Сити» прошёл первый конкурс красоты «Мисс мира»
Впоследствии создал сеть пятизвёздочных курортов One & Only. Штаб-квартира Kerzner International, холдинга, образованного в 1993 году, расположена также на одном из курортов, острове Парадайз к северу от столицы Багамских Островов Нассау.

### Личная жизнь
Сол Керцнер был женат четыре раза. От первой жены, Моурин Адлер, у него три ребёнка. Во втором браке с Сильвией Бестбир родилось ещё двое детей. Сильвия покончила жизнь самоубийством в 1978 году. C 1980 по 1985 год был женат на Мисс Мира 1974 года Аннелин Криль. С 2000 года женат на Хизер (в девичестве Мерфи).
В 2006 году сын Сола, 42-летний Говард (Бутч) Керцнер, погиб в результате авиакатастрофы в Доминиканской Республике. Дочь Сола, Шанталь — известный в Европе модельер.
Сол Керцнер умер 21 марта 2020 года в городе Кейптауне от рака.